# Antoinette Amelie de Brunswick-Lüneburg
Antoinette de Brunswick-Wolfenbüttel (Antoinette Amalie; 14 aprilie 1696 – 6 martie 1762) a fost Ducesă de Brunswick-Wolfenbüttel și soția vărului tatălui ei, Ferdinand Albert al II-lea de Brunswick-Wolfenbüttel. Ea a fost mama reginei Prusiei, a Ducesei de Saxa-Coburg-Saalfeld și a reginei Danemarcei și Norvegiei.

## Căsătorie și copii
La 15 octombrie 1712, Antoinette Amelie s-a căsătorit cu Ferdinand Albert al II-lea, Duce de Brunswick-Lüneburg, fiul lui Ferdinand Albert I, Duce de Brunswick-Lüneburg și a Christine de Hesse-Eschwege. Mariajul a fost unul fericit și Antoinette a fost mama a opt fii și șase fiice. În 1735 tatăl ei Ducele de Brunswick-Lüneburg a murit iar soțul ei l-a succedat. Totuși, soțul ei a murit în septembrie, în același an. Ducesa a supraviețuit soțului ei 27 de ani.
Antoinette și Ferdinand au avut 14 copii:
- Karl I, Duce de Brunswick-Wolfenbüttel (1713–1780), căsătorit în 1733 cu Prințesa Philippine Charlotte de Prusia, au avut copii.
- Ducele Anton Ulrich de Brunswick (1714–1774), căsătorit în 1739 cu Marea Ducesă Anna Leopoldovna a Rusiei, au avut copii.
- Elisabeth Christine de Brunswick-Wolfenbüttel (1715–1797), căsătorită în 1733 cu viitorul rege Frederic al II-lea al Prusiei (Frederic cel Mare), fără copii.
- Ducele Ludwig Ernest de Brunswick-Lüneburg (1718–1788), necăsătorit
- August (1719–1720)
- Ducele Ferdinand de Brunswick-Wolfenbüttel (1721–1792), necăsătorit.
- Ducesa Luise de Brunswick-Wolfenbüttel (1722–1780), căsătorită în 1742 cu Prințul Augustus Wilhelm al Prusiei, au avut copii
- Sofia Antonia de Brunswick-Wolfenbüttel (1724–1802), căsătorită cu Ernest Frederic, Duce de Saxa-Coburg-Saalfeld, au avut copii
- Albrecht de Brunswick-Wolfenbüttel (1725–1745), necăsătorit
- Charlotte de Brunswick-Wolfenbüttel (1726–1766), necăsătorită
- Therese de Brunswick-Wolfenbüttel (1728–1778), necăsătorită
- Juliana Maria de Brunswick-Wolfenbüttel (1729–1796), căsătorită cu Frederic al V-lea al Danemarcei, au avut copii.
- Friedrich Wilhelm (1731–1732)
- Friedrich Franz e Brunswick-Wolfenbüttel (1732–1758), necăsătorit